# Chimie combinatoire
La chimie combinatoire combine (au hasard ou parfois, à ses débuts, puis de manière automatique et codifiée ensuite) des molécules ou structures apparentées pour former des matières à propriétés nouvelles via des synthèses divergentes, par exemple.
Elle est née de la génomique et de la protéomique qui cherchent à étudier le fonctionnement du vivant aux échelles les plus petites, notamment pour trouver de nouvelles cibles thérapeutiques, constituant pour cela des ciblothèques.
Cette forme nouvelle de chimie produit des banques de molécules potentiellement actives qu’elle propose à d’autres sciences qui peuvent les tester en espérant y trouver des propriétés intéressantes pour l’industrie, la pharmacie, etc.

## Limites et risques
Dans le domaine de la biochimie, ces molécules peuvent exister dans la nature ou n’ont pas été retenues par elle. Nombre d’entre elles sont très instables ou sont toxiques à court, moyen et long terme pour des cellules, des organes et/ou des organismes ou pour l’Environnement. Parfois elles ne sont pas utiles ou toxiques, mais peuvent le devenir par combinaison avec d’autres ou dans certaines circonstances. 
Un des enjeux de la biochimie est d’identifier les mécanismes de leur toxicité ou de leur activité biochimique ou enzymatique pour pouvoir automatiquement classer ces molécules pour leur potentiel économique ou d’utilité. 
Ce domaine suscite des espoirs de progrès et de gains financiers dans les domaines de la chimie, des matériaux et de la pharmacochimie. Hélas ce qui vaut aux niveaux biomoléculaires, ne peut généralement être extrapolé ou adapté aux échelles des écosystèmes caractérisées par des niveaux de complexité bien plus élevés (de plusieurs ordres de grandeur). 
Les éthiciens alertent légitimement sur des dérives possibles, avec des usages militaires, terroristes ou mafieux (Cf. stupéfiants..). Un autre risque est celui de la privatisation du vivant par brevetage de molécules existant dans la Nature ou traditionnellement utilisées par des populations locales.

Certains craignent aussi de nouveaux risques issus de la combinaison de ces techniques par exemple au génie génétique ou aux nanotechnologies. Il est par exemple envisagé de recréer un alphabet génétique et un équivalent de l’ADN et de l’ARN entièrement différent de celui qui existe, pour que des OGM high-tech ne puissent se recombiner avec les systèmes vivants existant, ce qui reviendrait à créer une vie artificielle, avec des dérives ou pertes de contrôle que l’éthique classique a du mal à cerner ou même envisager.

Manipuler un seul gène-cible ou une seule protéine-cible ne suffit pas à produire des résultats fiables et sûrs (la plupart des réponses biologiques ou des maladies étant multifactorielles). Or, l’étude des interactions possibles entre molécules et entre protéines ou entre ces entités et leurs environnements possibles impose un travail gigantesque, très coûteux et souvent impossible dans les conditions économiques et techniques du moment, même en tenant compte des progrès de l’informatique. 
L’autre solution, qui reste la plus courante est d’étudier des cibles proposées par la génomique ou ayant déjà apporté des résultats intéressants (molécules de la pharmacopée traditionnelle par exemple, ou découverte chez les organismes vivants avec des fonctions identifiées).
Depuis les années 1990 on envisage des modélisations et des essais biologiques robotisés évaluant des molécules ou composés (condition d’activité, toxicité, absorption/adsorption, devenir et impacts des molécules-filles et métabolites, interactions avec quelques systèmes biologiques jugés représentatifs, distribution dans les organes, organismes et environnement, etc.) avant des essais cliniques chez l’animal et l’Homme. 
Les progrès de l’informatique et des techniques de synthèse et biosynthèse permettent en 2005 à un seul chercheur de « créer » de 50 à 100 000 molécules « nouvelles » (en réalité elles peuvent déjà exister dans la nature, sans qu'on ne les ait repérées) par mois et par chercheur qu’ils fournissent à des chimiothèques dont l’accès est généralement payant.
Le criblage à haut débit est utilisé par les biotechnologies, pour isoler parmi des milliers de mutants ou OGM provoqués par mutagenèse dirigée (par exposition d’un génome à un agent mutagène) ceux qui sont susceptibles de survivre à la mutation et d’être « utiles » (notion parfois confondue avec celle de « commercialement exploitable »). 
Pour accélérer les découvertes, on utilise le « criblage à haut débit ». 

## Enjeux économiques et éthiques
Les promoteurs de ces techniques (laboratoires RI d'entreprises spécialisées sur le marché) arguent de gains de compétitivité par la diminution des coûts et du temps de recherche avant la découverte et le brevetage. A contrario certains alertent sur la tendance au monopole sur un marché, sur les dérives liées à la propriété industrielle, sur le risque de mise sur le marché de molécules dont on n’aurait pas repéré certains potentiels de dangerosité, ou encore sur le risque de spoliation du bénéfice de l’exploitation de molécules découvertes à partir de ressources surtout basées dans les pays du Sud.